# Nabarvené ptáče
Nabarvené ptáče è un film del 2019 scritto e diretto da Václav Marhoul, tratto dal romanzo del 1965 di Jerzy Kosiński L'uccello dipinto.
È il primo film girato, seppur parzialmente, in lingua interslava, una lingua artificiale ausiliaria proposta dal linguista Jan van Steenbergen nel 2006. È stato presentato in concorso alla 76ª Mostra internazionale d'arte cinematografica di Venezia.

## Trama
Durante la Seconda guerra mondiale, una coppia ebrea manda il proprio figlio da dei parenti in una zona rurale e isolata dell'Europa dell'Est, nel tentativo di proteggerlo dalle persecuzioni naziste. Tuttavia, quando la persona presso cui era ospitato muore improvvisamente, il bambino si ritrova solo in un territorio sconosciuto, tra l'aperta ostilità della popolazione locale e l'imperversare del conflitto.

## Produzione
Václav Marhoul ha iniziato a pensare a un adattamento de L'uccello dipinto dal 2008, due anni prima di ottenere i diritti cinematografici del romanzo. La stesura della sceneggiatura ha poi richiesto circa tre anni e diciassette versioni per essere completata. Al festival di Cannes 2013, la sceneggiatura del film ha ricevuto una menzione speciale al premio ScripTeast Krzysztof Kieślowski come miglior sceneggiatura non ancora prodotta.
I quattro anni successivi sono serviti per la ricerca dei fondi necessari per la pellicola: nel dicembre del 2016 infine è stato stanziato un budget di 173,6 milioni di grivnie ucraine (pari a circa 159 milioni di corone ceche), di cui 9,6 milioni ₴ in fondi statali ucraini e 15 milioni Kč stanziati dal Ministero della Cultura ceco.
Cinematograficamente, Marhoul ha dichiarato di essersi ispirato a film come Marketa Lazarová (1967) e Údolí vcel (1967) di František Vláčil, L'infanzia di Ivan (1962) e Andrej Rublëv (1966) di Andrej Tarkovskij, e Va' e vedi (1985) di Ėlem Germanovič Klimov, il cui protagonista Aleksej Kravčenko ha un ruolo nel film.

### Riprese
Le riprese sono cominciate nel marzo del 2017 e si sono tenute per 16 mesi in diverse località dell'Ucraina, Slovacchia, Polonia e Repubblica Ceca. Sono terminate il 5 luglio del 2018. Marhoul e il direttore della fotografia  Vladimír Smutný hanno girato il film in pellicola 35 millimetri, optando per il bianco e nero per mantenere il senso di storicità della vicenda.

## Distribuzione
Il film è stato presentato in anteprima il 3 settembre 2019 in concorso alla 76ª Mostra internazionale d'arte cinematografica di Venezia.
Venne distribuito nelle sale cinematografiche ceche dal 12 settembre 2019 e in quelle slovacche dal 19 settembre dello stesso anno.

## Incassi
Nabarvené ptáče si rivelò un clamoroso insuccesso al botteghino: costato l'equivalente di 7.5 milioni di dollari, ne guadagnò solamente 662.505.

## Riconoscimenti
- 2019 - Mostra internazionale d'arte cinematografica[21]
  - Premio Segnalazione Cinema for Unicef
  - In competizione per il Leone d'oro al miglior film
- 2019 - Satellite Awards[22]
  - Candidatura per il miglior film in lingua straniera
- 2020 - European Film Awards[23]
  - Candidatura per il miglior film